# ヨハン・エルンスト (ザクセン＝コーブルク公)
ザクセン＝コーブルク公ヨハン・エルンスト（ドイツ語：Johann Ernst, Herzog von Sachsen-Coburg, 1521年5月10日 - 1553年2月8日）は、ザクセン＝コーブルク公（在位：1541年 - 1553年）。

## 生涯
ヨハン・エルンストはザクセン選帝侯ヨハンとその2番目の妃マルガレーテ・フォン・アンハルト＝ケーテン（アンハルト＝ケーテン侯ヴァルデマール6世の娘）の息子である。ヨハン・エルンストは神学者で改革主義者のシュパラティンに教育を受けた。異母兄のヨハン・フリードリヒは1528年からヨハン・エルンストの後見人となり、1532年からはヨハン・エルンストをザクセン選帝侯領の統治に参加させた。
1541年、トルガウにおいて母方の伯父アンハルト＝ケーテン侯ヴォルフガングの仲介により、ヴェッティン家のフランケン地方の領地を、ヨハン・エルンストが支配する領地として分割した。ヨハン・エルンストはコーブルク、ケーニヒスベルク、ノイシュタット、ゾンネベルク、ノイハウス、ローダッハ、ヒルトブルクハウゼン、ヘルトブルク、アイスフェルト、ファイルスドルフ、シャルカウおよびウンマーシュタットを支配した。さらに、兄より一時金と年金を受け取った。ヨハン・エルンストはフェステ・コーブルクがあまり居心地が良くないと感じ、1542年にエーレンブルク城の建設を開始した。同年2月12日にはトルガウでブラウンシュヴァイク＝グルベンハーゲン公フィリップ1世の娘カタリーナと結婚したが、子供は生まれなかった。ヨハン・エルンストの時代にシュタインハイトで金の採掘が始まった。
1547年、ミュールベルクの戦いの後に皇帝カール5世が異母兄ザクセン選帝侯ヨハン・フリードリヒに対して行った懲罰行為の影響を、ヨハン・エルンストは受けなかった。ヨハン・エルンストは引き続きコーブルクを支配し続けたが、ケーニヒスベルクはカール5世に没収された。
1553年にヨハン・エルンストが死去した後、コーブルクはほんの数ヶ月前に捕囚の身から解放された異母兄ヨハン・フリードリヒに戻され、翌1554年にヨハン・フリードリヒが死去した後はその3人の息子がエルネスティン家の領地を共同統治した。